# Xiang Huaicheng
Xiang Huaicheng (chinesisch 项怀诚, Pinyin Xiàng Huáichéng; * Februar 1939 in Wujiang) ist ein chinesischer Politiker der Kommunistischen Partei Chinas.

## Leben
An der Shandong-Universität studierte Xiang Wirtschaftswissenschaften. 1983 wurde er Mitglied der Kommunistischen Partei Chinas. Von 1986 bis 1994 war Xiang stellvertretender Finanzminister und von 1998 bis 2003 als Nachfolger von Liu Zhongli Finanzminister der Volksrepublik China. Ihm folgte im Amt Jin Renqing. 
Von 2003 bis 2008 war er Generaldirektor des National Social Security Fund.
Er war Mitglied des 15. und 16. Zentralkomitees der Kommunistischen Partei Chinas. 
Heute ist er Vorsitzender des China Development Instituts, einer Denkfabrik in Shenzhen.